# Fox Movietone

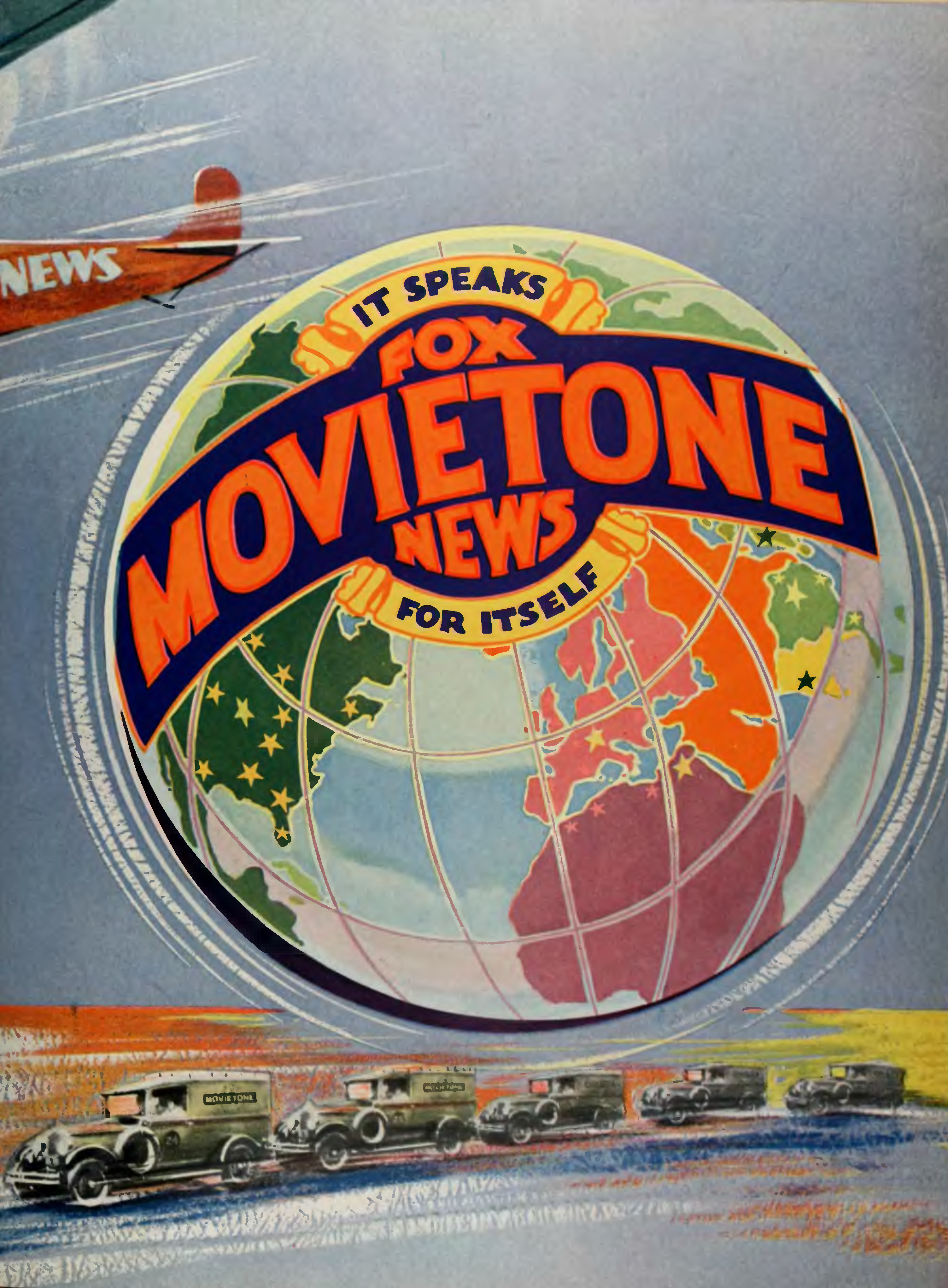
Реклама Fox Movietone News в The Film Daily, январь-июнь 1929 г.

Fox Movietone — кинохроника, выходившая с 1928 по 1963 год в США. Под названием British Movietone News он также транслировался в Великобритании с 1929 по 1986 год, во Франции также производился Fox-Europa, в Испании в начале 1930-х годов как Noticiario Fox Movietone, прежде чем его заменил No-Do, в Австралия и Новая Зеландия до 1970 года, а также Германия как Fox Tönende Wochenschau. Индийская версия под названием Indian Movietone News выходила в 1942 и 1943 годах, прежде чем была заменена Indian News Parade.

## История
Movietone News возникла из более ранней кинохроники, созданной Fox Films, под названием Fox News, основанной в 1919 году. Она производила немую кинохронику. Когда в 1928 году Фокс вышел на рынок звукового кино с песней «Mothers Know Best», название Fox Movietone стало применяться к звуковым произведениям Фокса.
В США под названием Fox Movietone News он производил кинохронику со звуком для кино с 1928 по 1963 год и с 1929 по 1986 год в Великобритании (большую часть этого времени как British Movietone News), а также с 1929 по 1975 год в Австралии. Одним из первых в серии было интервью Джорджа Бернарда Шоу с Movietone News, выпущенное 25 июня 1928 года.
Одним из первых известных продюсеров этой кинохроники был Авраам Харрисон, также известный как Гарри, отец известного черно-белого фотографа Доди Уэстона Томпсона, который также сделал короткую карьеру в кинопроизводстве.
Одним из первых дирижеров оркестра Movietone News был Гарри Лаудер II, племянник артиста сэра Гарри Лаудера, с которым компания заключила контракт на восемнадцать месяцев, прежде чем Уильям Фокс взял его в свою голливудскую студию. Сэр Гарри Лаудер также появлялся в тестовых звуковых фильмах, снятых на студии Fox Studios в Нью-Йорке зимой-весной 1927 года.

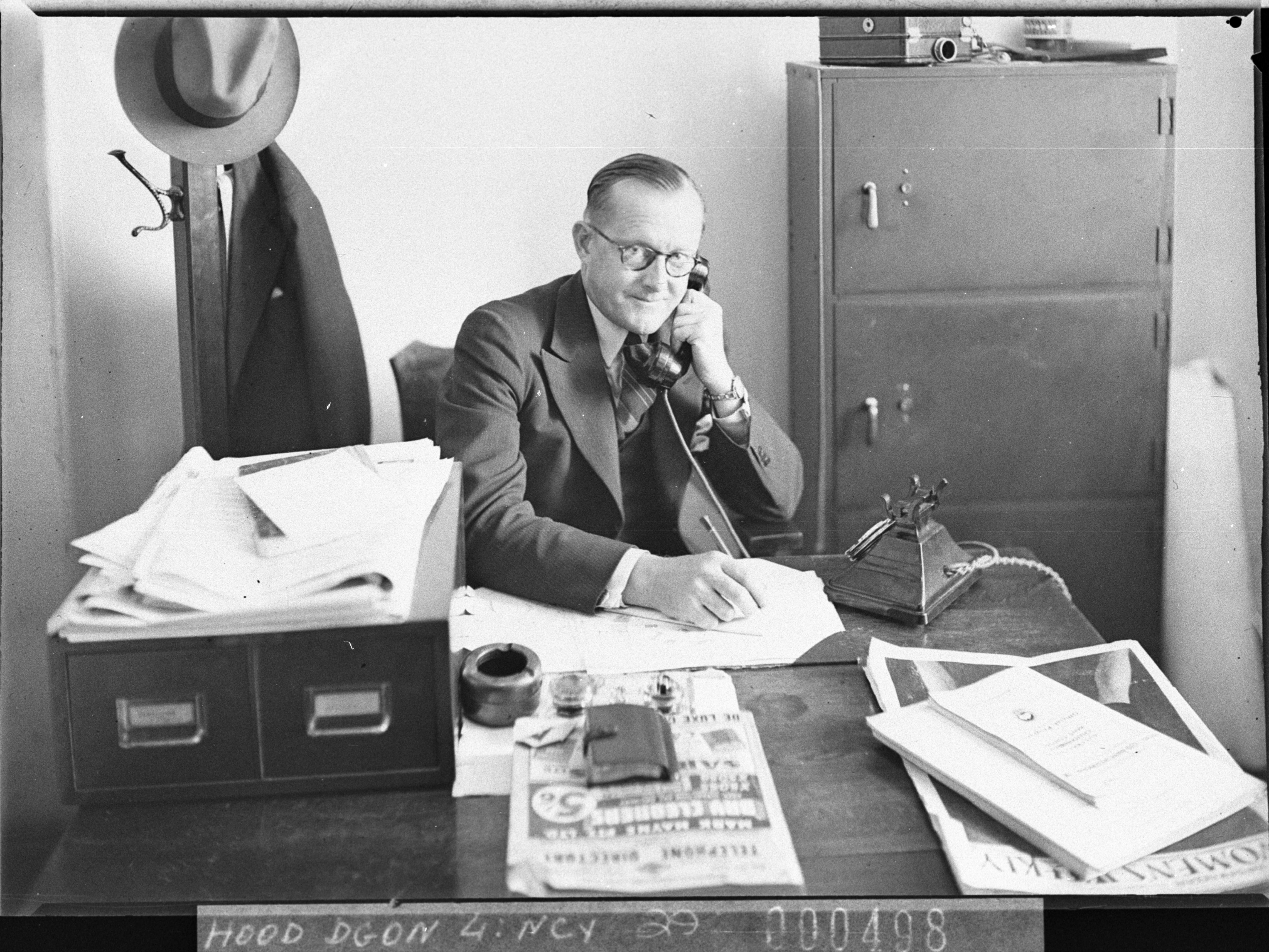
Офис Fox Movietone

Одна часть, Fox Grandeur News, была выпущена 26 мая 1929 года в рамках недолговечного широкоэкранного проекта Grandeur и показана перед художественным фильмом Fox Movietone Follies 1929 года.
Hearst Metrotone News первоначально арендовала патенты Case Research Lab у Уильяма Фокса на свою звуковую кинохронику. Каждая из этих студий использовала эту систему записи звукового фильма
для новостей, поскольку это была легко транспортируемая единая система записи звука на пленку.
Впервые Фокс записал новостное событие 20 мая 1927 года: взлет Чарльза Линдберга с Рузвельт-Филд для его исторического одиночного перелета через Атлантический океан был снят со звуком и показан в тот же вечер в нью-йоркском театре, вдохновив Фокса на создать Новости Movietone. Постоянным рассказчиком кинохроники был телеведущий и журналист Лоуэлл Томас.
После того, как Fox Films объединилась с 20th Century Pictures в 1935 году и образовала 20th Century-Fox (Later 20th Century Studios в 2020 году), название Fox Movietone News было сокращено до Movietone News.
В Австралии Movietone и Cinesound конкурировали за освещение кинохроники, но позже объединились под названием Australian Movie Magazine.

## Статус и лицензирование
В коллекции исследований движущихся изображений Университета Южной Каролины имеется часть коллекции кинохроники Fox Movietone. Остальная часть принадлежит и управляется корпоративным преемником (и тезкой) Fox Film Corporation, Fox News Channel. В первые годы своего существования канал Fox News проводил шоу по выходным, в котором транслировалась кинохроника.

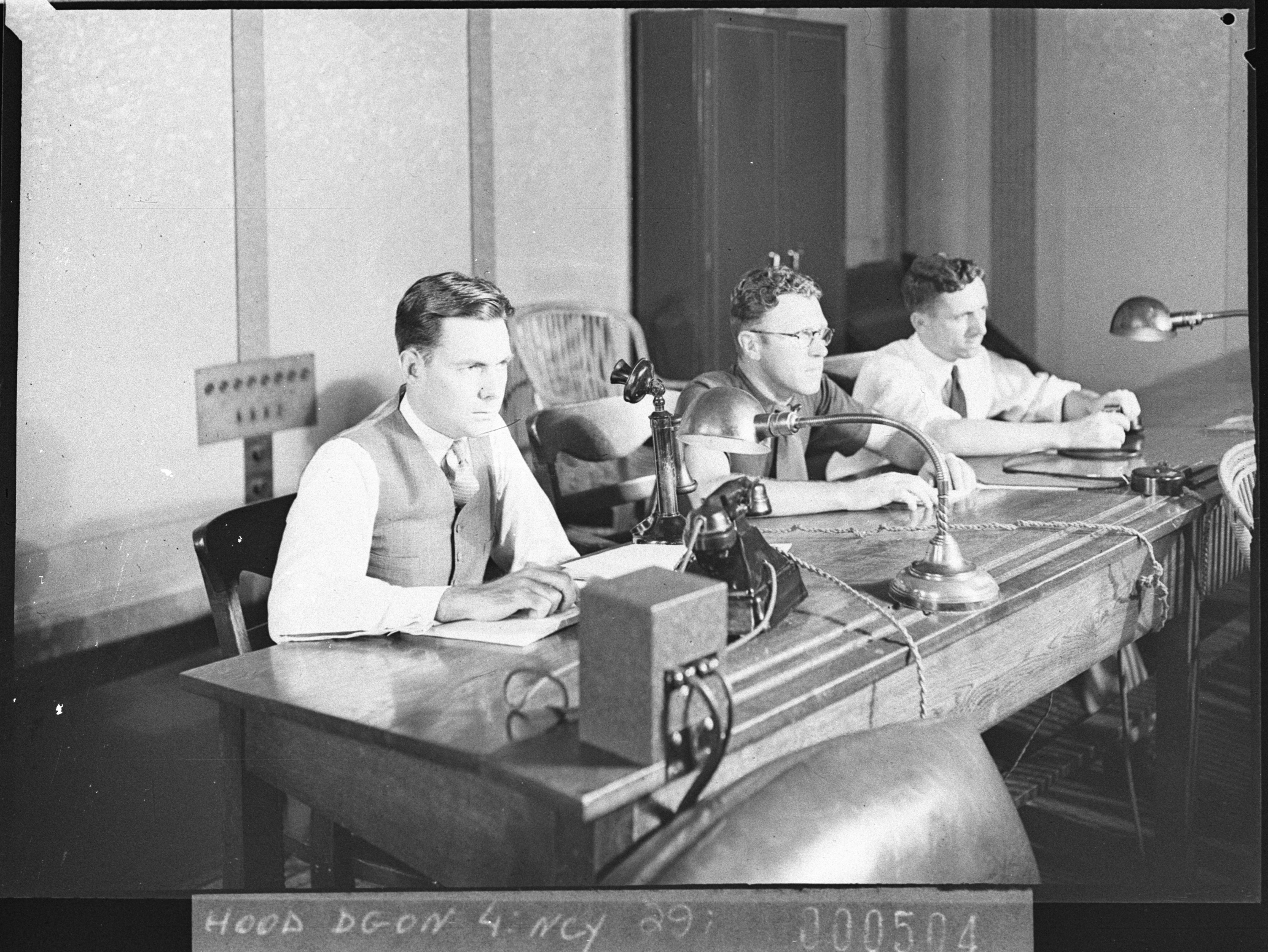
Режиссеры кинохроники

Лицензией на кинохронику Fox Movietone, принадлежащую Университету Южной Каролины, занимается компания Moving Image Research Collections, в то время как лицензия на Fox Movietone News по-прежнему принадлежит Fox Corporation и обрабатывается Fox News Channel. British Movietone принадлежит отдельно правопреемнику фильмов, действующему под названием British Movietonews Ltd. Лицензией на кинохронику British Movietone занимается AP Archive.
В сентябре 2016 года было объявлено, что британский архив Movietone был приобретен Associated Press.
Архив Movietone News Australia был передан в дар Национальному архиву кино и звука в 1988 году.

## Архив
В киноархиве Академии хранится коллекция короткометражных и документальных фильмов 20th Century Fox Movietone.
В 2015 году на YouTube были опубликованы архивные кадры British Movietone и Associated Press.